# Lymantriades ratovosoni
Lymantriades ratovosoni är en fjärilsart som beskrevs av Pierre E.L. Viette 1967. Lymantriades ratovosoni ingår i släktet Lymantriades och familjen tofsspinnare. Inga underarter finns listade i Catalogue of Life.